# CK Carinae
CK Carinae è una stella di magnitudine +7,59 situata nella costellazione della Carena. Appartiene all'associazione stellare Carina OB1-D e questo consente di stimare la sua distanza in 7100 anni luce dal sistema solare.

## Osservazione
La sua posizione è fortemente australe e ciò comporta che la stella sia osservabile prevalentemente dall'emisfero sud, dove si presenta circumpolare anche da gran parte delle regioni temperate; dall'emisfero nord la sua visibilità è invece limitata alle regioni temperate meridionali e alla fascia tropicale. La sua magnitudine non le permette di essere individuata ad occhio nudo.
Il periodo migliore per la sua osservazione nel cielo serale ricade nei mesi compresi fra febbraio e giugno; nell'emisfero sud è visibile anche per buona parte dell'inverno, grazie alla declinazione australe della stella, mentre nell'emisfero nord può essere osservata in particolare durante i mesi primaverili boreali.

## Caratteristiche fisiche
CK Carinae è una supergigante rossa di classe spettrale M3Iab con un raggio stimato superiore a 1000 volte quello del Sole, una temperatura effettiva di 3550 K e una luminosità 170 000 volte superiore a quella solare: è una delle stelle più grandi conosciute anche se è superata in dimensioni da VY Canis Majoris, VV Cephei e Mu Cephei.
La stella è catalogata come variabile semiregolare, la cui magnitudine varia da +7,2 a +8,5 in un período di circa 525 giorni.